# Liechtensteinische Landesbank
Liechtensteinische Landesbank (LLB) is de centrale bank van Liechtenstein.
Deze bank heeft ook vestigingen in Zwitserland, Oostenrijk en Verenigde Arabische Emiraten.
Bank Linth is een dochteronderneming van LLB in Zwitserland.Omdat Liechtenstein de Zwitserse frank als officiële munt heeft aangenomen valt het monetaire beleid en de verantwoordelijkheid onder de Zwitserse Nationale Bank (Swiss National Bank, SNB) en daarmee niet onder het Europees Stelsel van Centrale Banken.
Sinds 1993 is LLB vermeld als bedrijf aan de Zwitserse beurs, met de meerderheid van de aandelen (57,5%) in handen van de staat Liechtenstein.